# Rémy Chauvin
Pour les articles homonymes, voir Chauvin.
Rémy Chauvin, né le 10 octobre 1913 à Toulon (Var) et mort le 8 décembre 2009 à l'hôpital de Sainte-Marie-aux-Mines (Haut-Rhin) est un biologiste et entomologiste français. Outre ses travaux scientifiques, notamment sur les insectes, il défend les droits des animaux et s'intéresse au paranormal, à la vie après la mort, à la voyance, aux surdoués et à l'ufologie.

## Biographie

### Enfance et formation
Fils de Marie-Louise Taupin, biologiste et d'Alphonse Joseph Chauvin, Rémy-André-Joseph Chauvin fait ses études secondaires au collège de Laval, dans la région d'origine de ses parents.

### Carrière
En 1961, il est directeur de recherches à l'Institut national de recherche agronomique.
Il fait partie, avec Jacques Vallée et Olivier Costa de Beauregard, du « Collège invisible » qui se propose d'étudier certains aspects « maudits » ou méprisés des sciences.
Invité de l'émission Apostrophes en septembre 1975 pour y présenter Les Surdoués, il se trouve sur le même plateau que Gabriel Matzneff, auteur encore peu connu qui avait publié quelques mois auparavant Les Moins de seize ans. Rémy Chauvin dit avoir été « gêné » par le livre de Matzneff, et évoque le traumatisme que subissent les petits garçons avec lesquels Matzneff a des relations sexuelles. Lors de cette émission de 1975, il déclare, à propos de chacun de ces garçons : « Vous l'avez peut-être traumatisé pour la vie. »
À partir des années 1980, il commence à s'intéresser à la parapsychologie et à l'ufologie.
Auteur du livre Les surdoués, il décrit les caractéristiques d'un enfant surdoué et sa vie.
Face aux critiques, Rémy Chauvin déclare : « Nos scientifiques traitent ces sujets avec mépris. Or, avoir peur des faits ne les supprime pas. Personnellement, j'accepte d'énoncer les hypothèses les plus folles, à condition d'être excessivement rigoureux au moment de les tester. »

## Distinctions
- Prix Jean Dollfus de la Société entomologique de France en 1943.
- Il a été membre d’honneur de l’Institut métapsychique international (IMI)[6].
- Il a été nommé membre d’honneur de l’association Plasticités Sciences Arts (à l'époque Groupe des Plasticiens) en 1995[7].

## Œuvres

### Livres publiés
- L'univers animal, Kister

La Grange Batelière, coll. « La vie et l'homme - encyclopédie des sciences biologiques », 1961
- La Vie de l'insecte et sa physiologie, éd. Lechevalier, 1941, rééd. 1983
- Ce qu'il faut savoir sur la vie de l'insecte, physiologie et biologie, éd. Lechevalier, 1943
- Traité de physiologie de l'insecte: les grandes fonctions, le comportement, écophysiologie, éd. INRA, 1949, rééd. 1958
- Cinq années d'activité de la station de recherches apicoles de Bures-sur-Yvette, éd. INRA, 1954
- Vie et mœurs des insectes, éd. Payot, 1956
- Biologie de l'abeille. Revue générale jusqu'en 1956, éd. INRA, vol. 1, 1958
- Dieu des savants, Dieu de l'expérience, éd. Mame, 1958
- Le Comportement social des animaux, éd. PUF, 1961
- Les Sociétés animales, de l'abeille au gorille, éd. Plon, 1963
- Techniques de combat chez les animaux, éd. Hachette, coll. L’Aventure de la Vie, 1965
- Nos pouvoirs inconnus (sous le pseudo de Pierre Duval, avec Jacques Bergier), éd. Planète (coll. Encyclopédie Planète), 1966, rééd. CGR (revue et corrigée), 1997
- Le Monde des insectes, éd. Hachette, 1967
- Le Comportement (avec L. Canestrelli), éd. Masson, 1968; éd. PUF, 1968
- Le Monde des fourmis, éd. Plon 1969, rééd. du Rocher 1994, complétée
- La Science devant l'étrange (sous le pseudo de Pierre Duval), éd. Club des Amis du Livre (CAL - coll. Bibliothèque de l'irrationnel et des grands mystères), 1973
- L'Attachement (avec D. Anzieu), éd. Delachaux et Niestlé, 1974
- L'Éthologie, étude biologique du comportement animal, éd. PUF, 1975
- Les Surdoués, éd. Stock, 1975 ; rééd. Marabout, 1979   (ISBN 978-2234003088)
- Du fond du cœur, éd. Retz, 1976
- Certaines choses que je ne m'explique pas, éd. CELT, 1976 ; rééd. Famot, 1982 (édition revue et corrigée de La science devant l'étrange)
- Les Abeilles et moi, éd. Hachette, 1976
- Le Monde animal et ses comportements complexes (avec Bernadette Chauvin), éd. Plon, 1977
- Les Défis de la guerre future, éd. France-Empire, 1978
- Des fourmis et des hommes, éd. France-Empire, 1979
- Le Synode des fidèles, éd. Vernoy, 1979
- Les Secrets des portulans (Les Cartes de l'inconnu), éd. France-Empire, 1980
- La Parapsychologie : Quand l'irrationnel rejoint la science, éd. Hachette, 1980   (ISBN 978-2010067327)
- Des savants, pour quoi faire ?, éd. Payot, 1981   (ISBN 978-2228128902)
- Complot dans notre église, éd. du Rocher, 1981   (ISBN 978-2268003207) (idem «  Le Synode des fidèles », moins l'introduction, avec en plus une postface et une conclusion)
- Le Modèle animal (avec Bernadette Chauvin), éd. Hachette, 1982
- Les Sociétés animales, éd. PUF, 1982 ; rééd. Quadrige/PUF, 1999
- Voyage outre-terre, éd. du Rocher, 1983   (ISBN 978-2268002606)
- Les Veilleurs du temps, éd. du Rocher, 1984   (ISBN 978-2268003085)
- Sociétés animales et sociétés humaines, 1984, PUF, coll. « Que sais-je ? » no 696 (QSJ avec même titre et même numéro, par Paul Chauchard)
- La Biologie de l'esprit, éd. du Rocher, 1985   (ISBN 978-2268013015)
- La Ruche et l'Homme, éd. Calmann-Lévy, 1987
- Dieu des fourmis, dieu des étoiles, éd. Le Pré aux Clercs, 1988
- La Direction de la vie et la Genèse de la pensée, éd. François-Xavier de Guibert, 1989, rééd. l'OEIL 1998
- Des animaux et des hommes, éd. Seghers, 1989
- L'Instinct animal, éd. Contrastes/L'esprit du temps, 1990 (première partie de Charles Darwin, 1884)
- Une étrange passion, une vie pour les insectes, éd. Le Pré aux Clercs, 1990
- La Fonction psy, éd. Robert Laffont, 1991  (ISBN 978-2221069653)
- Les Conquérants aveugles : La science nous menace-t-elle ?, éd. Robert Laffont, 1992
- Le Nouveau Golem, éd. du Rocher, 1993
- En direct de l'au-delà (en collaboration avec le Père François Brune), éd. Robert Laffont, 1993
- Le Monde des fourmis, éd. du Rocher, 1994    (ISBN 978-2268017723)
- L'Avenir de Dieu : Propos d'un homme de science, éd. du Rocher, 1995   (ISBN 978-2268020129)
- Le Monde des oiseaux, éd. du Rocher 1996
- Le Darwinisme ou la Fin d'un mythe, coll. « L’Esprit et la Matière », éd. du Rocher, 1997   (ISBN 978-2268027043)
- Précis de psychophysiologie, éd. Masson, 1997
- À l'écoute de l'au-delà (avec le père F. Brune), éd. Lebeaud, 1999,  J'ai lu ; 2e édition (13 février 2013) (ISBN 978-2290059500) (remise en forme de En direct de l'au-delà )
- Le Diable dans le bénitier, éd. du Rocher, 1999
- L'Énigme des abeilles, éd. du Rocher, 1999
- L'Homme, le Singe et l'Oiseau, éd. Odile Jacob, 2000   (ISBN 978-2738108678)
- Le Paranormal au troisième millénaire, éd. J.M. Laffont - LPM, 2001
- Le Bal des abeilles, tome 1, éd. du Goral, 2001 (bande dessinée, scénario RC, dessins de Patrice Serres)
- Le Retour des magiciens :  Le Cri d'alarme d'un scientifique, éd. JMG, 2002
- Le Bal des abeilles, tome 2 : « Le parfum des fleurs de café », éd. du Goral, 2002 (trilogie prévue)

### Préfaces
- Charles Mayer, Ma vie d'abeille, éd. Les Productions de Paris, 1958
- Alain Caillas, Le Pollen : Sa récolte et ses usages, Orléans, chez l'Auteur, 1959
- Jacques Graven, L'Homme et l'Animal, éd. Planète, coll. « Encyclopédie Planète », 1966
- François Meyer, La Surchauffe de la croissance, éd. Fayard, 1974
- Jean-Claude Bourret, La Nouvelle Vague des soucoupes volantes, éd. France-Empire, 1975
- Hans Bender, Étonnante parapsychologie, éd. CAL, 1977
- Alex Roudène, Les Extra-terrestres, éd. CAL, 1977
- Isola Pisani, Mourir n'est pas mourir : Mémoires des vies antérieures, éd. Robert Laffont, 1978 (postface)
- Jean-Pierre Girard, L'Effet G, éd. Robert Laffont, 1981 (contient « Attestation concernant la séance du 28 novembre 1975 : station d’éthologie expérimentale de Mittainville (Rambouillet) »)
- Charles Hapgood, Les Cartes des anciens rois des mers, éd. du Rocher 1981
- Herbert Thurston, Les Phénomènes physiques du mysticisme, éd. du Rocher, 1986
- Jean Sider, Ces OVNIS qui font peur, éd. Axis Mundi, 1990
- Konrad Lorentz et Kurt Mundl, Sauver l'espoir, éd. Stock, 1990
- Jean Swyngedauw, À l'origine de la vie, le hasard ? L'information en biologie, éd. de l'OEIL, 1990
- Drozdov Nikolaï, Ces animaux ne doivent pas mourir, éd. Acropole, 1991 (l'intelligence sauvage)
- Jean-Louis Croziez et Jacques Mandorla, ABC de la radiesthésie, coll. « ABC », éd. Jacques Grancher, 1991
- Michel Picard, Aimé Michel ou la Quête du Surhumain, éd. Orion, 1994; rééd. JMG, 2000
- Yves Lignon, Introduction à la parapsychologie scientifique, éd. Calmann Lévy, 1994, rééd. modifiée et complétée Les 3 Orangers 2007 (nouveau titre : Parapsychologie, le dossier; coauteur : Jocelyn Morisson)
- Claude Cattey, Le Seigneur des abeilles, éd. du Choucas, 1997
- Mouis Boulanger, Les Clés astrologiques des Centuries de Nostradamus, éd. Ramuel, 1999
- Loïc Tréhédel, L'Alchimie, antique science de demain, éd. du Rocher, 1999
- Paranormal, entre mythes et réalités, actes du symposium « Mythes et paranormal, faut-il parler des mythes ? », sous la direction de Eric Raulet et Emmanuel-Juste Duits, association CENCES (intervenants : Vallée, Méheust, Brune, Lignon…), éd. Dervy, les 18 et 19 novembre 2000 à Paris
- Élisabeth Becker, L'Église « hantée » de Delain, éd. JMG, coll. Démons et Merveilles, 2000
- Jean Moisset, Mystères au cœur de la science, éd. JMG, coll. Plénitude, 2001
- Michel Lamy, L'Intelligence de la nature (l'homme n'a rien inventé), éd. du Rocher, 2002
- Henri-Marc Becquart, Fragments célestes : La Ronde de l'univers et de la vie, coll. « La pensée écologique », éd. Sang de la Terre, 2002 (postface)
- Bernard Thouvenin, Les Voies de la guérison, éd. Dangles, 2003
- Henri Clément, Créer son rucher, Les cahiers de l'élevage, éd. Rustica, 2004
- Henri-Marc Becquart, L'Épopée de l'univers, collection science et conscience, édition Quintessence, 2009